# Chersodromia cursitans
Chersodromia cursitans is een vliegensoort uit de familie van de Hybotidae. De wetenschappelijke naam van de soort is voor het eerst geldig gepubliceerd in 1819 door Zetterstedt.